# Teatro Rosalia de Castro (Caracas)
El Teatro Rosalía de Castro és un teatre pertanyent a l'Hermandad Gallega de la ciutat de Caracas, Veneçuela. Va ser construït els anys 1991-92 i està dotat amb 742 butaques. També s'hi pot projectar cinema.